# 巨大投資銀行
『巨大投資銀行』（きょだいとうしぎんこう）は黒木亮の小説。
週刊ダイヤモンドに連載後、2005年11月に単行本が発売された。2008年10月に角川文庫から文庫版が上下巻で出版された。

## あらすじ
旧態依然とした日本の都市銀行（東都銀行）を飛び出し、ウォール街の投資銀行、モルガン・スペンサーに転職した桂木英一。外資流のビジネスに翻弄されながらも、巨額のM&Aや証券引受で勝機をつかみ、一流のインベストメント・バンカーへと駆け上っていく。やがて、その運命は日本の金融再生と劇的に絡み合い、桂木は外資で培った手腕を邦銀再生のために捧げようと決意する。

## 主な登場人物
桂木 英一（かつらぎ えいいち）京大（と思われる大学）卒。大手都市銀行の東都銀行を辞し、外資の証券会社であるモルガン・スペンサーに入社。
竜神 宗一（りゅうじん そういち）実在する伝説の凄腕トレーダーで元ソロモン・ブラザーズ(Salomon Brothers)副会長・アジア地区の最高経営責任者の明神茂がモデル。

## 中国語版
本書は中国で「搏金」（金融の戦い）というタイトルで、2007年に人民出版社傘下の東方出版社から簡体字版が翻訳出版されている。